# منتخب باراغواي لكرة الصالات
منتخب باراغواي الوطني لكرة قدم الصالات (بالإسبانية: Selección de fútbol sala de Paraguay) هو ممثل باراغواي الرسمي في المنافسات الدولية في كرة الصالات .